# Apotheek Sint-Jacobskliniek

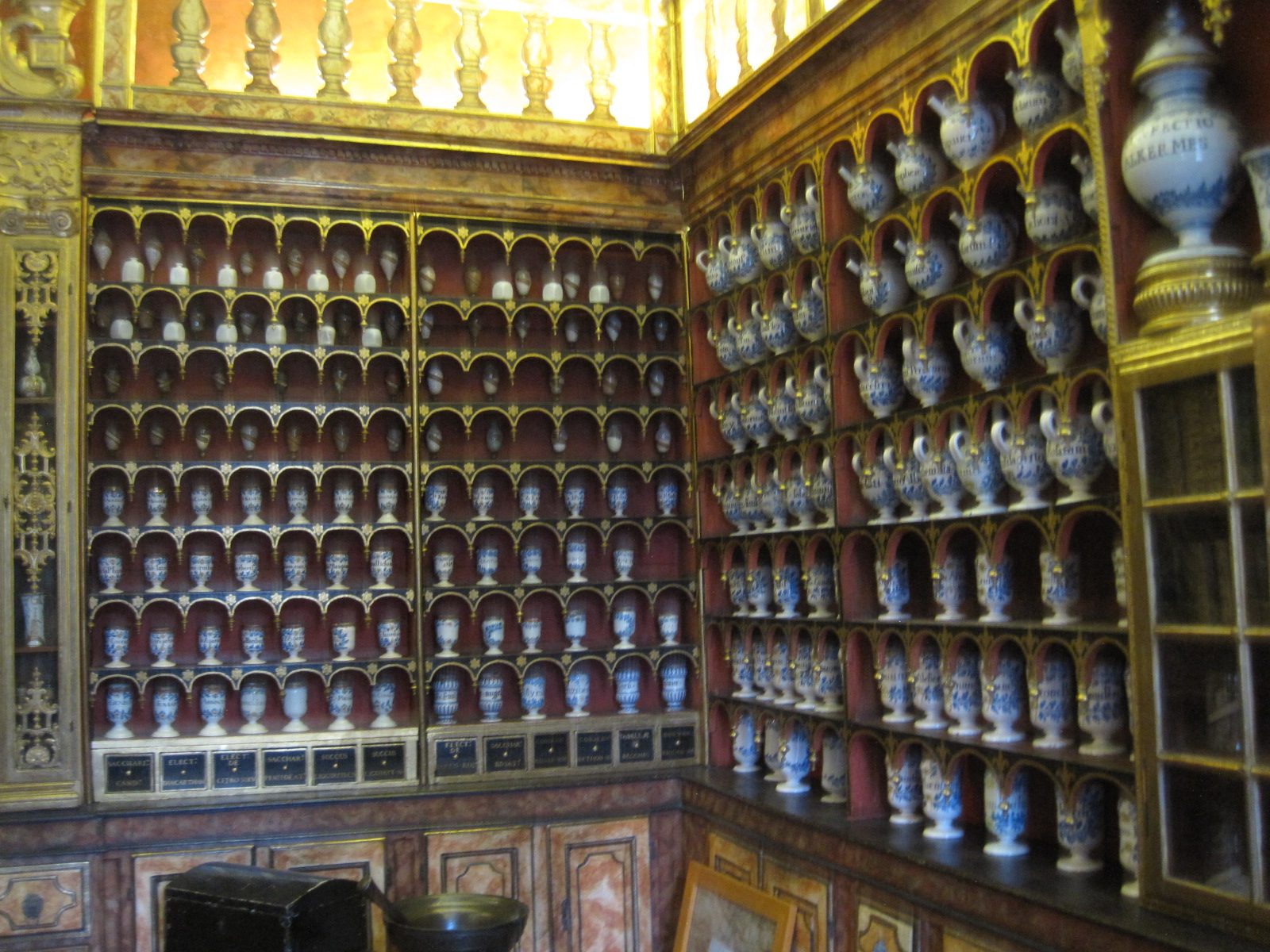
17e-eeuwse apotheek in Besançon

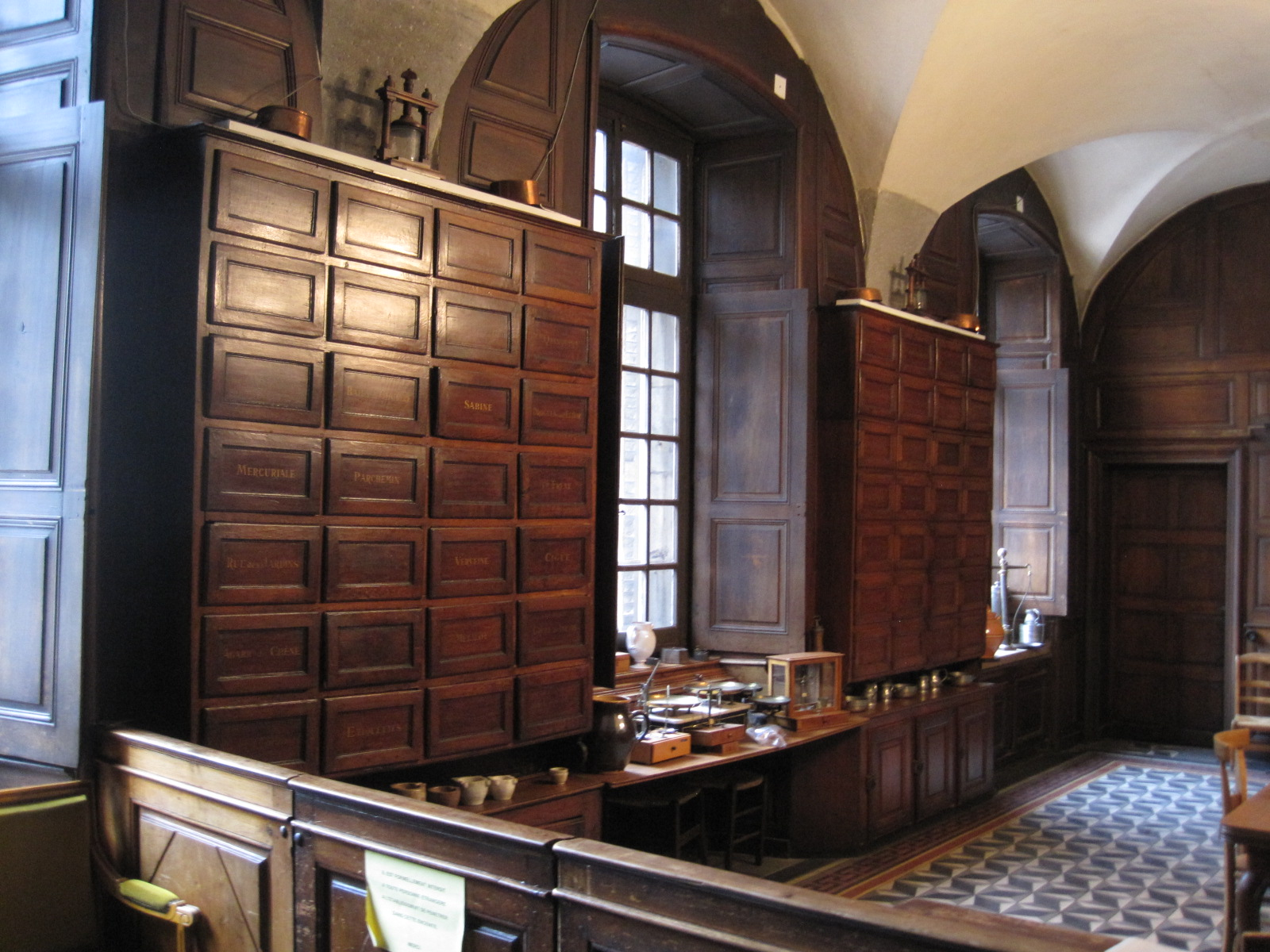
Laboratorium van de apotheek

De apotheek van de Sint-Jacobskliniek was gelegen in Besançon in Frankrijk. Gabriel Gascon richtte in 1680 de apotheek op. Hij schonk deze aan het nabijgelegen Hôpital Saint-Jacques of Sint-Jacobskliniek in het jaar 1692. Sinds 2012 is de apotheek deel van de museumsite in het voormalige ziekenhuis Saint-Jacques.
De apotheek bestaat uit twee kamers: één is het laboratorium waar de apothekers de bereidingen maakten. Deze kamer werd ook als cuisine of keuken van de apotheek genoemd. De tweede kamer is de eigenlijke apotheek. Zij bevat een collectie van meer dan 250 porseleinen vazen om kruiden, medicijnen en zeldzame producten te bewaren. De apotheek wordt omschreven als een van de mooiste en best bewaarde Franse apotheken uit de 17e eeuw.